# Fussballclub Schaffhausen 2005-2006
Questa voce raccoglie le informazioni riguardanti il Fussballclub Schaffhausen nelle competizioni ufficiali della stagione 2005-2006.

## Stagione
Nella stagione 2005-2006 il Sciaffusa, allenato da Jürgen Seeberger, concluse il campionato di Super League all'8º posto. In Coppa Svizzera il Sciaffusa fu eliminato agli ottavi di finale dall'Aarau.

## Rosa
| N. |                       | Ruolo | Calciatore       |
| -- | --------------------- | ----- | ---------------- |
| 1  | Svizzera (bandiera)   | P     | Marcel Herzog    |
| 2  | Brasile (bandiera)    | D     | Rosemir          |
| 3  | Italia (bandiera)     | A     | Enzo Todisco     |
| 4  | Svizzera (bandiera)   | C     | Dorjee Tsawa     |
| 7  | Svizzera (bandiera)   | A     | Milaim Rama      |
| 8  | Germania (bandiera)   | C     | Thomas Weller    |
| 10 | Svizzera (bandiera)   | C     | Remo Pesenti     |
| 11 | Brasile (bandiera)    | A     | Gil              |
| 12 | Portogallo (bandiera) | C     | Carlos da Silva  |
| 13 | Svizzera (bandiera)   | C     | Paulo Diogo      |
| 14 | Svizzera (bandiera)   | C     | Daniel Tarone    |
| 15 | Italia (bandiera)     | A     | Gennaro Frontino |

| N. |                        | Ruolo | Calciatore       |
| -- | ---------------------- | ----- | ---------------- |
| 16 | Svizzera (bandiera)    | D     | Simon Leu        |
| 17 | Svizzera (bandiera)    | C     | Allmir Ademi     |
| 18 | Svizzera (bandiera)    | P     | Flavio Agosti    |
| 19 | Svizzera (bandiera)    | D     | Daniel Sereinig  |
| 20 | Svizzera (bandiera)    | D     | Oliver Maric     |
| 21 | Germania (bandiera)    | C     | Jens Truckenbrod |
| 22 | Francia (bandiera)     | D     | Mounir Soufiani  |
| 23 | Svizzera (bandiera)    | C     | Daniel Senn      |
| 24 | Germania (bandiera)    | C     | Tobias Müller    |
| 25 | Brasile (bandiera)     | D     | Cesar Fernando   |
| 27 | Inghilterra (bandiera) | P     | Orkan Avci       |
| 28 | Svizzera (bandiera)    | A     | Moreno Merenda   |

## Organigramma societario
Area tecnica
- Allenatore: Jürgen Seeberger
- Allenatore in seconda:
- Preparatore dei portieri:
- Preparatori atletici:

## Calciomercato

### Sessione estiva
| Acquisti | Acquisti         | Acquisti     | Acquisti |
| R.       | Nome             | da           | Modalità |
| -------- | ---------------- | ------------ | -------- |
| D        | Mark Disler      | Young Boys   |          |
| C        | Carlos da Silva  | Grasshoppers |          |
| A        | Gennaro Frontino | SV Sciaffusa |          |
| A        | Milaim Rama      | Augusta      |          |
| C        | Daniel Tarone    | Zurigo       |          |
| C        | Thomas Weller    | Vaduz        |          |

| Cessioni | Cessioni                  | Cessioni           | Cessioni |
| R.       | Nome                      | a                  | Modalità |
| -------- | ------------------------- | ------------------ | -------- |
| C        | Antônio Carlos dos Santos | Grasshoppers       |          |
| A        | Franciel Rodrigo          | Debrecen           |          |
| D        | Markus Grasser            | Eintracht Bamberga |          |
| D        | Yves Miéville             | Meyrin             |          |
| C        | Darko Miladin             | Hajduk Spalato     |          |
| D        | Massimo Rizzo             | Zurigo             |          |

### Sessione invernale
| Acquisti | Acquisti       | Acquisti          | Acquisti |
| R.       | Nome           | da                | Modalità |
| -------- | -------------- | ----------------- | -------- |
| A        | Moreno Merenda | San Gallo         |          |
| A        | Gil            | Concordia Basilea |          |
| D        | Rosemir        | Wil               |          |

| Cessioni | Cessioni        | Cessioni          | Cessioni |
| R.       | Nome            | a                 | Modalità |
| -------- | --------------- | ----------------- | -------- |
| A        | Albert Bunjaku  | Paderborn         |          |
| C        | Elvir Melunovic | Wil               |          |
| A        | Ursal Yasar     | Concordia Basilea |          |

## Risultati

### Super League

#### Prima fase, girone di andata
| Arbitro: | Zimmermann |

|           |           |  |
| Ergić 36’ | Marcatori |  |

| Arbitro: | Petignat |

|            |           |            |
| Weller 28’ | Marcatori | 90’ Agolli |

| Arbitro: | Rutz |

|             |           |          |
| Renggli 77’ | Marcatori | 37’ Rama |

| Arbitro: | Wildhaber |

|          |           |             |
| Rama 76’ | Marcatori | 53’ Gjasula |

| Arbitro: | Rogalla |

|                                |           |                        |
| Todisco 36’ Rama 70’ Silva 90’ | Marcatori | 60’ Schwegler 87’ Neri |

| Arbitro: | Schörgenhofer |

|  |           |             |
|  | Marcatori | 48’ Todisco |

| Arbitro: | Wildhaber |

|                                                    |           |  |
| Keita 19’, 23’ Cesar 32’ Di Jorio 44’ Akhalaia 88’ | Marcatori |  |

| Arbitro: | Zimmermann |

|  |           |               |
|  | Marcatori | 89’ Giallanza |

| Arbitro: | Rutz |

|  |           |                                         |
|  | Marcatori | 3’, 59’ Ferreira 10’ Sen 90’ Bernardini |

#### Prima fase, girone di ritorno
| Arbitro: | Kever |

|             |           |                         |
| Bunjaku 68’ | Marcatori | 45’ Delgado 55’ Eduardo |

| Arbitro: | Bertolini |

|             |           |  |
| Mangane 74’ | Marcatori |  |

| Arbitro: | Nobs |

|  |           |                        |
|  | Marcatori | 65’ Eduardo 86’ Santos |

| San Gallo 29 ottobre 2005, ore 19:30 CEST 13ª giornata | San Gallo | 0 – 0 referto | Sciaffusa | Stadio Espenmoos (7 500 spett.)\| Arbitro: \| Leuba \| |
| Arbitro:                                               | Leuba     |               |           |                                                        |

| Arbitro: | Salm |

|                                  |           |                 |
| Gohouri 25’ Varela 28’ Paulo 66’ | Marcatori | 90’ (rig.) Rama |

| Arbitro: | Kever |

|            |           |                           |
| Tarone 80’ | Marcatori | 38’ Darbellay 90’ Aguirre |

| Arbitro: | Busacca |

|  |           |                |
|  | Marcatori | 41’, 82’ Keita |

| Arbitro: | Laperrière |

|  |           |                               |
|  | Marcatori | 88’ Todisco 90’ (rig.) Tarone |

| Arbitro: | Circhetta |

|  |           |                              |
|  | Marcatori | 3’, 49’ Sereinig 26’ Todisco |

#### Seconda fase, girone di andata
| Arbitro: | Rutz |

|             |           |                                       |
| Todisco 53’ | Marcatori | 25’, 80’ Tachie-Mensah 51’ Ljubojević |

| Arbitro: | Rogalla |

|                |           |             |
| Majstorović 3’ | Marcatori | 30’ Rosemir |

| Sciaffusa 26 febbraio 2006, ore 14:30 CET 21ª giornata | Sciaffusa  | 0 – 0 referto | Aarau | Stadion Breite (2 200 spett.)\| Arbitro: \| Laperrière \| |
| Arbitro:                                               | Laperrière |               |       |                                                           |

| Arbitro: | Petignat |

|  |           |                                             |
|  | Marcatori | 13’ Pesenti 18’ Merenda 44’ Diogo 81’ Ademi |

| Sciaffusa 12 marzo 2006, ore 16:00 CET 23ª giornata | Sciaffusa | 0 – 0 referto | Neuchâtel Xamax | Stadion Breite (2 000 spett.)\| Arbitro: \| Busacca \| |
| Arbitro:                                            | Busacca   |               |                 |                                                        |

| Arbitro: | Nobs |

|                 |           |              |
| Çengel 55’, 57’ | Marcatori | 35’ Sereinig |

| Arbitro: | Circhetta |

|             |           |                  |
| Merenda 51’ | Marcatori | 71’ (aut.) Silva |

| Arbitro: | Circhetta |

|  |           |           |
|  | Marcatori | 76’ Silva |

| Arbitro: | Zimmermann |

|            |           |                                                       |
| Weller 69’ | Marcatori | 63’ (rig.) Cesar 64’ Keita 78’ Alphonse 88’ Margairaz |

#### Seconda fase, girone di ritorno
| Zurigo 6 aprile 2006, ore 19:30 CEST 28ª giornata | Zurigo    | 0 – 0 referto | Sciaffusa | Stadio Letzigrund (5 200 spett.)\| Arbitro: \| Wildhaber \| |
| Arbitro:                                          | Wildhaber |               |           |                                                             |

| Arbitro: | Salm |

|           |           |              |
| Maric 90’ | Marcatori | 65’ Pavlovic |

| Arbitro: | Kever |

|           |           |                      |
| Paulo 90’ | Marcatori | 12’ Todisco 58’ Rama |

| Arbitro: | Rogalla |

|                     |           |                                 |
| Weller 8’ Tsawa 90’ | Marcatori | 63’ Çengel 72’ Faye 76’ Friedli |

| Arbitro: | Rutz |

|                          |           |  |
| Nuzzolo 34’ Lombardo 90’ | Marcatori |  |

| Arbitro: | Kever |

|           |           |            |
| Tsawa 82’ | Marcatori | 33’ Cerino |

| Arbitro: | Nobs |

|            |           |             |
| Baning 78’ | Marcatori | 83’ Merenda |

| Arbitro: | Rutz |

|  |           |                                                 |
|  | Marcatori | 4’, 63’ Delgado 53’ Kuzmanović 88’ Kavelashvili |

| Arbitro: | Petignat |

|                               |           |  |
| Hassli 8’, 40’ Ljubojević 66’ | Marcatori |  |

### Coppa Svizzera
| 17 settembre 2005, ore 20:00 CEST Primo turno | Ascona | 1 – 3 | Sciaffusa |  |

| 22 ottobre 2005, ore 17:30 CEST Secondo turno | Baden | 0 – 2 | Sciaffusa |  |

| 18 dicembre 2005, ore 14:30 CET Ottavi di finale | Sciaffusa            | ? – ? | Aarau |  |
| \| \| \| \| \| \| Tiri di rigore 4 – 5 \| \|     |                      |       |       |  |
|                                                  |                      |       |       |  |
|                                                  | Tiri di rigore 4 – 5 |       |       |  |

## Statistiche

### Statistiche di squadra
| Competizione   | Punti | In casa | In casa | In casa | In casa | In casa | In casa | In trasferta | In trasferta | In trasferta | In trasferta | In trasferta | In trasferta | Totale | Totale | Totale | Totale | Totale | Totale | DR  |
| Competizione   | Punti | G       | V       | N       | P       | Gf      | Gs      | G            | V            | N            | P            | Gf           | Gs           | G      | V      | N      | P      | Gf     | Gs     | DR  |
| -------------- | ----- | ------- | ------- | ------- | ------- | ------- | ------- | ------------ | ------------ | ------------ | ------------ | ------------ | ------------ | ------ | ------ | ------ | ------ | ------ | ------ | --- |
| Super League   | 33    | 18      | 1       | 7       | 10      | 14      | 34      | 18           | 6            | 5            | 7            | 18           | 21           | 36     | 7      | 12     | 17     | 32     | 55     | -23 |
| Coppa Svizzera | -     | 1       | 0       | 1       | 0       | 0       | 0       | 2            | 2            | 0            | 0            | 5            | 1            | 3      | 2      | 1      | 0      | 5      | 1      | +4  |
| Totale         | 33    | 19      | 1       | 8       | 10      | 14      | 34      | 20           | 8            | 5            | 7            | 23           | 22           | 39     | 9      | 13     | 17     | 37     | 56     | -19 |

### Andamento in campionato
| Giornata  | 1 | 2 | 3 | 4 | 5 | 6 | 7 | 8 | 9 | 10 | 11 | 12 | 13 | 14 | 15 | 16 | 17 | 18 | 19 | 20 | 21 | 22 | 23 | 24 | 25 | 26 | 27 | 28 | 29 | 30 | 31 | 32 | 33 | 34 | 35 | 36 |
| --------- | - | - | - | - | - | - | - | - | - | -- | -- | -- | -- | -- | -- | -- | -- | -- | -- | -- | -- | -- | -- | -- | -- | -- | -- | -- | -- | -- | -- | -- | -- | -- | -- | -- |
| Luogo     | T | C | T | C | C | T | T | C | C | C  | T  | C  | T  | T  | C  | C  | T  | T  | C  | T  | C  | T  | C  | T  | C  | T  | C  | T  | C  | T  | C  | T  | C  | T  | C  | T  |
| Risultato | P | N | N | N | V | V | P | P | P | P  | P  | P  | N  | P  | P  | P  | V  | V  | P  | N  | N  | V  | N  | P  | N  | V  | P  | N  | N  | V  | P  | P  | N  | N  | P  | P  |
| Posizione | 7 | 7 | 8 | 9 | 7 | 6 | 6 | 7 | 8 | 8  | 8  | 9  | 10 | 10 | 10 | 10 | 10 | 9  | 10 | 10 | 10 | 8  | 8  | 8  | 9  | 8  | 9  | 9  | 9  | 7  | 7  | 7  | 7  | 7  | 8  | 8  |

Legenda:

Luogo: C = Casa; T = Trasferta. Risultato: V = Vittoria; N = Pareggio; P = Sconfitta.

### Statistiche dei giocatori
| A. Ademi       | 20 | 1 | 1 | 0 |
| F. Agosti      | 5  | 0 | 0 | 0 |
| O. Avci        | 0  | 0 | 0 | 0 |
| A. Bunjaku     | 15 | 1 | 0 | 0 |
| P. Diogo       | 18 | 1 | 3 | 0 |
| M. Disler      | 13 | 0 | 3 | 0 |
| C. Fernando    | 33 | 0 | 5 | 0 |
| G. Frontino    | 1  | 0 | 0 | 0 |
| G. Gil         | 10 | 0 | 0 | 0 |
| M. Herzog      | 31 | 0 | 5 | 0 |
| S. Leu         | 8  | 0 | 1 | 0 |
| O. Maric       | 23 | 1 | 4 | 0 |
| E. Melunovic   | 5  | 0 | 0 | 0 |
| M. Merenda     | 18 | 3 | 0 | 0 |
| T. Müller      | 1  | 0 | 0 | 0 |
| R. Pesenti     | 10 | 1 | 2 | 0 |
| M. Rama        | 26 | 5 | 2 | 0 |
| R. Rosemir     | 15 | 1 | 2 | 0 |
| D. Senn        | 20 | 0 | 1 | 0 |
| D. Sereinig    | 34 | 3 | 5 | 1 |
| C. Silva       | 33 | 2 | 4 | 0 |
| M. Soufiani    | 12 | 0 | 2 | 0 |
| D. Tarone      | 31 | 2 | 2 | 0 |
| E. Todisco     | 29 | 6 | 8 | 0 |
| J. Truckenbrod | 33 | 0 | 6 | 0 |
| D. Tsawa       | 30 | 2 | 6 | 0 |
| T. Weller      | 22 | 3 | 5 | 0 |
| U. Yasar       | 4  | 0 | 0 | 0 |